# تجزئة (تكاثر)
التجزئة (بالإنجليزية: Fragmentation)‏ في الكائنات متعددة الخلايا، هي شكل من أشكال التكاثر اللاجنسي الذي ينقسم فيه الكائن إلى أجزاء. كل من هذه الأجزاء تتطور إلى أشخاص ناضجين ومتماشين تمامًا يتطابقون مع والديهم.
قد يكون التقسيم مقصوداً أو غير مقصود - فقد يحدث أو لا يحدث بسبب تلف من صنع الإنسان أو طبيعي من البيئة أو الحيوانات المفترسة. هذا النوع من الكائنات الحية قد يقوم بتطوير أعضاء أو مناطق معينة ليتم قطعها بسهولة. إذا حدث التقسيم بدون تحضير مسبق للكائن الحي، يجب أن تكون كلتا القطعتين قادرتين على تجديد كائن حي كامل ليقوم بالتكاثر.
وينظر إلى التجزئة، المعروفة أيضا باسم التقسيم، كطريقة للتكاثر في العديد من الكائنات الحية مثل البكتيريا الزرقاء الخيطية، والعفن، والأشنات، والعديد من النباتات، والحيوانات مثل الإسفنج، والديدان المفلطحة، وبعض الديدان العلقية (حلقية)، ونجوم البحر.

## التجزئة في الكائنات الحية المختلفة
تعد الفطريات والخمائر والعفن جزء من مملكة الفطريات، بحيث تنتج خيوطًا صغيرة تسمى خيوط فطرية. هذه الخيوط مسؤولة عن الحصول على الغذاء والعناصر الضرورية  من اجسام الكائنات الحية الأخرى من اجل النمو والتكاثر. ثم ينفصل جزء من هذه الخيوط لينمو إلى فرد جديد، وتستمر الدورة على هذا المنوال.
تنتج العديد من الأشنات تراكيب متخصصة يمكن أن تنفصل بسهولة وتتشتت. هذه التراكيب (الهياكل) تحتوي على خيوط فطرية (mycobiont) وطحالب (phycobiont). قد تنكسر الأجزاء الكبيرة من هذه التراكيب عندما تجف الأشنة أو بسبب الاضطرابات الميكانيكية.

### في النباتات
التكاثر بالتجزئة شائعة جدا في التكاثر الخضري للنباتات. وتشكل العديد من الأشجار والشجيرات والأشجار المعمرة غير الخشبية والسراخس مستعمرات بإنتاج براعم جديدة جذرية بواسطة السيقان الأرضية أو السيقان الجارية، مما يزيد من حجم المستعمرة. إذا تم فصل الجذورعن المستعمرة، فقد حدثت التجزئة. هناك العديد من الآليات الأخرى للتجزئة الطبيعية في النباتات:
- إنتاج الهياكل التناسلية المتخصصة: ينتج عدد قليل من النباتات على أوراقها نُبياتات عرضية (إضافية)، والتي تتساقط وتنشأ نباتات مستقلة، على سبيل المثال: Tolmiea menziesii وKalanchoe daigremontiana. وتنتج نباتات أخرى تراكيب مثل البصيلات والبراعم الأرضية
- الأجزاء المفقودة التي لديها إمكانات عالية لتتحول إلى نبات كامل: بعض النباتات الخشبية مثل الصفصاف تسقط بشكل طبيعي (cladoptosis . قد تشكل الأغصان المفقودة جذوراً إذا تواجدت في بيئة مناسبة لانتاج نبات جديد. غالباً ما تمزق تيارات الأنهار أجزاء من أنواع معينة من خشب القطن تنمو على ضفاف النهر. يمكن للأجزاء التي تصل إلى البيئات المناسبة تكوين الجذور وإنشاء نباتات جديدة. بعض فصائل الصبار والنباتات الأخرى تمتلك سيقان مشتركة مع بعضها البعض. عندما يسقط جزء من الساق يدعى «وسادة Pad»، فإنه يستطيع تكوين جذر ومن ثمَّ نبات جديد. تترك أوراق بعض النباتات جذورها بسهولة عندما تسقط، على سبيل المثال، Sedum و Echeveria.
- لوحظت التجزئة في النباتات اللاوعائية أيضًا، على سبيل المثال، في الحزازيات المنبطحة والطحالب/الأشنات. غالبًا ما تشتت الرياح أو الماء أو الحيوانات قطعًا صغيرة من الطحالب «السيقان» أو «الأوراق». إذا وصلت قطعة من الطحلب إلى بيئة مناسبة، فيمكنه تكوين نبات جديد. كما يستطيع إنتاج البريعمات، على سبيل المثال في Marchantia polymorpha التي يتم تقطيعها وتوزيعها بسهولة.

يستخدم الناس التجزئة لتكثير العديد من النباتات بشكل مصطنع من خلال التقسيم، الطبقات، القطع، التطعيم، استزراع النباتات بالأنسجة.

### في الحيوانات
الحيوانات مثل الإسفنج والمستعمرات المرجانية تتجزئ وتتكاثر بصورة طبيعية. تتكاثر العديد من أنواع الديدان الحلقية والمسطحة بهذه الطريقة.
عندما يحدث الانقسام بسبب تغيرات نمائية محددة، يتم استخدام مصطلحات architomy  و paratomy وbudding. في عملية التشدف الأولي، ينقسم الحيوان عند نقطة معينة، وتقوم القطع بتجديد الأعضاء والأنسجة المفقودة. لا يسبق هذا الانقسام تطور الأنسجة المراد فقدها.
قبل الانقسام، قد يصاب الحيوان بأخاديد في منطقة الانقسام. والقطعة المأخوذة الرأس عليها أن تقوم بتكوين رأس كامل.
في حالة  paratomy، يحدث الانقسام عموديًا على المحور الأمامي الخلفي، ويسبق الانقسام بعملية "pregeneration" للهياكل الأمامية في الجزء الخلفي. تتماشى الكائنات الحية مع محور الجسم، أي أنها تتطور ابتداءً من شكل الرأس إلى الذيل. يمكن اعتبارعملية paratomy مشابهاً لعملية التبرعم، إلا أنه لا يجب محاذاة محاور الجسم: قد ينمو الرأس الجديد بالجانب أو حتى إلى الوراء على سبيل المثال: Convolutriloba .retrogemma

#### المرجان

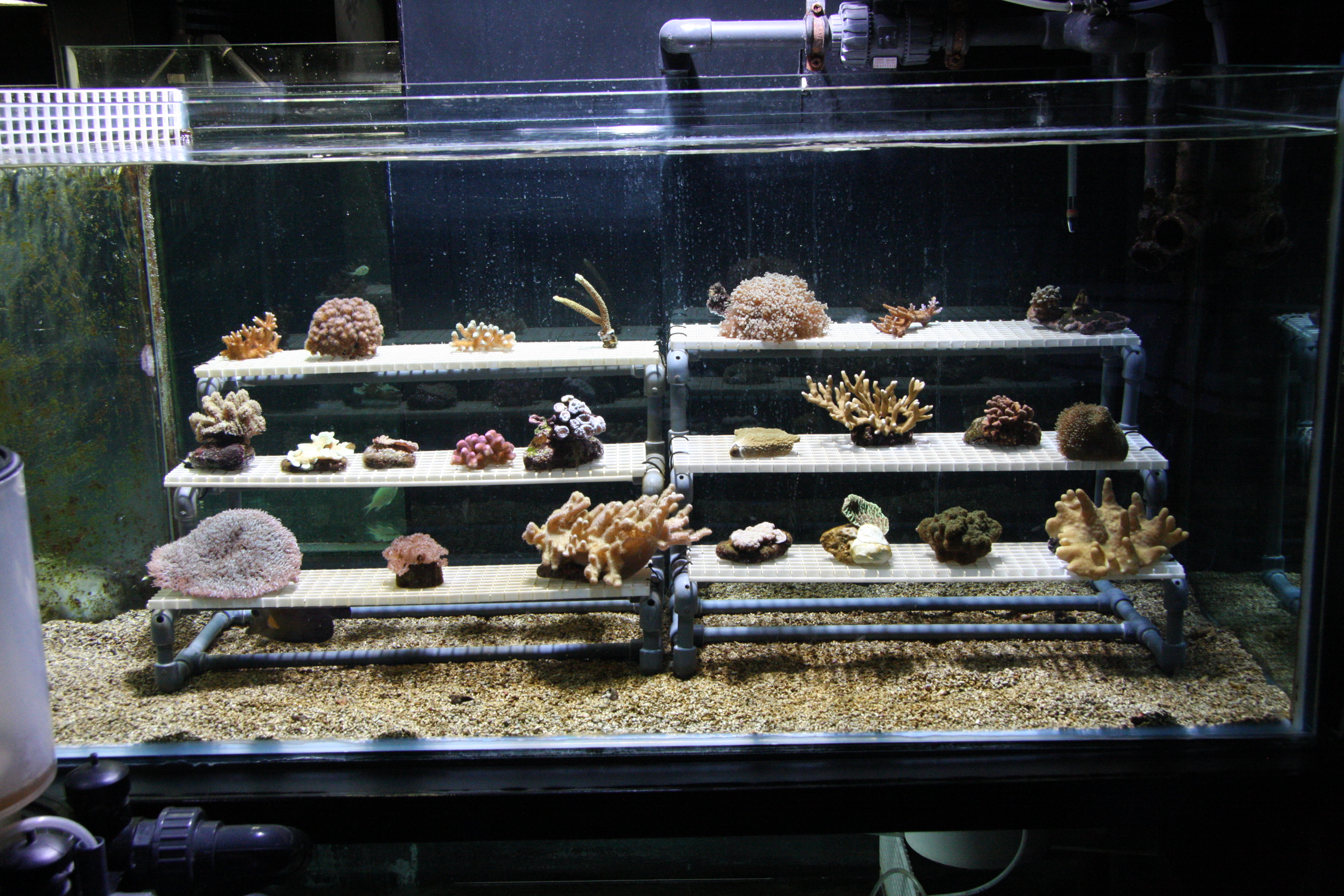
يمكن أن تتكاثر الشعاب المرجانية في الأحواض المائية عن طريق ربط "شظايا" من مستعمرة أم بركيزة مناسبة ، مثل سدادة خزفية أو قطعة من الصخور الحية. تم تصميم هذا الحوض خصيصًا لزراعة مستعمرات الشعاب المرجانية من الشظايا.

يمكن للعديد من المستعمرات المرجانية أن تزيد من عددها عن طريق التجزئة التي تحدث بشكل طبيعي أو بشكل مُصنَّع.
أما بالنسبة إلى جانب هواية الشعاب المرجانية، فيقوم هواة الشعاب المرجانية بتقطيع المرجان لعدد من الأغراض بما في ذلك التحكم بأشكالها؛ البيع أو المتاجرة مع الآخرين؛ تجارب إعادة النمو وتقليل الأضرار التي لحقت بالشعاب المرجانية الطبيعية.
ويمكن تجزئة كل من الشعاب المرجانية الصلبة واللينة. أما بالنسبة للأنواع التي أظهرت أنها تتحمل درجة عالية من التجزئة: Acropora و  Montipora  و Pocillopora و Euphyllia و Caulastraea وغيرها الكثير. معظم شقائق النعمان البحرية تتكاثر من خلال التجزئة. هناك مجموعة متنوعة من الطرق بما في ذلك الانشطار الطولي، حيث ينقسم النعمان الأصلي من الوسط، مكونًا شقيقتين متساويتين في الحجم، وتمزق قاعدي، حيث تنقسم أجزاء صغيرة من الحيوان من القاعدة وتشكل شقائق النعمان الجديدة.

#### شوكيات الجلد
عادة ما تعرف عملية التجزئة في شوكيات الجلد باسم "fissiparity" (وهو مصطلح يستخدم بشكل غير منتظم للانشطار بشكل عام). بعض الأنواع يمكن أن تتكاثر عن قصد بهذه الطريقة من خلال الانهيار الذاتي. هذه الطريقة أكثر شيوعًا خلال مراحل اليرقات.

## السلبيات
بما أن هذه العملية هي شكل من أشكال التكاثر اللاجنسي، فإنها لا تنتج التنوع الوراثي في النسل. لذلك، تكون الأفراد الناتجة أكثر عرضة للهلاك إذا ما تغيرت الظروف الطبيعية فهي لا تتأقلم مع الظروف المتغيرة المحيطة إذا ما لم تتأقلم أباؤها مع هذا التغير.